# Bouconville-Vauclair
Bouconville-Vauclair is een gemeente in het Franse departement Aisne (regio Hauts-de-France) en telt 161 inwoners (1999). De plaats maakt deel uit van het arrondissement Laon.

## Geografie
De oppervlakte van Bouconville-Vauclair bedraagt 13,1 km², de bevolkingsdichtheid is 12,3 inwoners per km².
De onderstaande kaart toont de ligging van Bouconville-Vauclair met de belangrijkste infrastructuur en aangrenzende gemeenten.

## Demografie
Onderstaande figuur toont het verloop van het inwonertal (bron: INSEE-tellingen).

Bron: Frans bureau voor statistiek. Cijfers inwoneraantal volgens de definitie "population sans doubles comptes"